# ジベンゾ-18-クラウン-6
ジベンゾ-18-クラウン-6 (dibenzo-18-crown-6) は、ベンゼン環が付加したクラウンエーテルである。ベンゼン環が無い方の物質は18-クラウン-6である。カテコールとビス(クロロエチル)エーテルから合成することができる。他のクラウンエーテルと同じように強い配位能があり、アルカリ金属カチオンとの強い親和性を持つ。